# Дісна (річка)
Дісна (біл. Дзісна, лит. Dysna) — ліва притока Західної Двіни. Витікає з озера Діснай у Литві, основна частина течії — на території Вітебської області Білорусі. Довжина річки — 178 км, площа басейну — 8180 км².
Починається в Литві неподалік від кордону з Білоруссю, тече на схід через Вітебську область по території районів Шарковщінский, Міорский, впадає в Західну Двіну біля однойменного міста. На річці розташоване селище міського типу Шарківщина.
Основні притоки  — Бірвета, Янка, Ауту, Галбиця, Ельнянка, Дрисвята, Березівка.